# Como yo nadie te ha amado
«Como yo nadie te ha amado» es una balada de pop rock perteneciente a la banda estadounidense Bon Jovi. Se trata de una versión en español de la canción «This Ain't a Love Song», del mismo grupo, que se incluyó como tema extra en la edición latinoamericana de su álbum These Days (1995). Fue compuesta por Jon Bon Jovi, Richie Sambora y Desmond Child, quienes también se encargaron de escribir la letra en español. Sin embargo, no es una traducción fiel de la original, pues la versión en inglés (esp. Esta no es una canción de amor) habla con melancolía de un amor perdido para siempre, mientras que la otra está escrita como una declaración de amor. Por otra parte, no era la primera vez que el conjunto realizaba una versión en español, ya que en 1993 hicieron lo mismo con «Bed of Roses» y su traducción «Cama de rosas».
«Como yo nadie te ha amado» se lanzó como sencillo en Latinoamérica, donde alcanzó el número 1 en las principales listas. En algunos países se publicó en lugar de su versión original en inglés, pero en la mayoría (México, Argentina, Paraguay, Uruguay, Chile, Colombia, Ecuador, Perú, Venezuela, República Dominicana, Cuba, Puerto Rico, Panamá, Costa Rica, Nicaragua, Bolivia, Guatemala, Honduras y El Salvador) se publicaron ambas versiones como primer sencillo del álbum.

## Versión de Yuridia
«Como yo nadie te ha amado» es el primer sencillo del segundo álbum de estudio Habla el corazón en el año 2006 de la cantante mexicana Yuridia. Tuvo dos versiones oficiales en el álbum de remezcla de la cantante, Remixes.
El tema también fue interpretado en versión soundcheck una sesión muy íntima, donde se grabaron en un estudio especial, esta y otras canciones insignes de la cantante. También fue uno de los 17 temas incluidos en su álbum en vivo Primera fila: Yuridia, publicado en 2017. 
El sencillo llegó a certificar un disco de oro en México por más de 30 000 sencillos vendidos, según la AMPROFON.

### Posición en listas
| Listas (2015)               | Posición alcanzada |
| --------------------------- | ------------------ |
| Billboard Hot Latin Songs   | 36                 |
| Billboard Latin Airplay     | 16                 |
| Billboard Latin Pop Airplay | 4                  |

### Certificaciones
| País   | Organismo certificador | Certificación | Ventas | Ref.  |
| ------ | ---------------------- | ------------- | ------ | ----- |
| México | AMPROFON               | Oro           | 30 000 | [ 2 ] |